# Майдан-Чернелівецька сільська рада
Майда́н-Чернеліве́цька сільська́ ра́да — адміністративно-територіальна одиниця та орган місцевого самоврядування в Хмельницькому районі Хмельницької області. Адміністративний центр — село Майдан-Чернелевецький.

## Загальні відомості
Майдан-Чернелівецька сільська рада утворена в квітні 1944 року.
- Територія ради: 36,543 км²
- Населення ради: 858 осіб (станом на 2001 рік)
- Територією ради протікає річка Вовк

## Історія
Хмельницька обласна рада рішенням від 7 квітня 2015 року перейменувала у Деражнянському районі Майдано-Чернелевецьку сільраду на Майдан-Чернелівецьку.
17 липня 2020 року Деражнянський район було ліквідовано. Колишній район разом із селами було приєднано до Хмельницького району.

## Населені пункти
Сільській раді підпорядковані населені пункти:
- с. Майдан-Чернелевецький
- с. Макарове
- с. Стара Гута
- с. Степівка

## Склад ради
Рада складалася з 15 депутатів та голови.
- Голова ради: Горобець Віра Василівна

### Депутати
За результатами місцевих виборів 2010 року депутатами ради стали:

#### За суб'єктами висування
| Суб'єкт висування            | Кількість обраних депутатів | %    |
| ---------------------------- | --------------------------- | ---- |
| Партія регіонів              | 6                           | 40   |
| Комуністична партія України  | 4                           | 26,7 |
| Єдиний Центр                 | 2                           | 13,3 |
| Народна партія               | 1                           | 6,7  |
| Самовисування                | 1                           | 6,7  |
| Соціалістична партія України | 1                           | 6,7  |

#### За округами
| № округу                     | Прізвище, ім'я, по батькові   | Дата визнання обраним | Освіта             | Партійна приналежність              | Відомості про обраного депутата             |
| ---------------------------- | ----------------------------- | --------------------- | ------------------ | ----------------------------------- | ------------------------------------------- |
| Єдиний Центр                 |                               |                       |                    |                                     |                                             |
| 2                            | Гавриш Михайло Олексійович    | 05.11.2010            | середня            | член Єдиного Центру                 | тимчасово не працює                         |
| 10                           | Волощук Микола Володимирович  | 05.11.2010            | середня            | член Єдиного Центру                 | кочегар                                     |
| Комуністична партія України  |                               |                       |                    |                                     |                                             |
| 1                            | Кучерук Людмила Юріївна       | 05.11.2010            | середня            | позапартійна                        | Дитячий садок, вихователь                   |
| 8                            | Титаренко Любов Володимирівна | 05.11.2010            | середня            | позапартійна                        | соціальний працівник                        |
| 12                           | Главацька Людмила Василівна   | 05.11.2010            | середня спеціальна | позапартійна                        | Сільська рада, секретар                     |
| 15                           | Черничко Віра Миколаївна      | 05.11.2010            | вища               | член Комуністичної партії України   | вчитель                                     |
| Народна Партія               |                               |                       |                    |                                     |                                             |
| 9                            | Кардаш Юрій Миколайович       | 05.11.2010            | вища               | позапартійний                       | директор                                    |
| Партія регіонів              |                               |                       |                    |                                     |                                             |
| 3                            | Продан Неля Миколаївна        | 05.11.2010            | середня спеціальна | член Партії регіонів                | Сільська бібліотека, завідувачка бібліотеки |
| 5                            | Ветров Володимир Васильович   | 05.11.2010            | середня спеціальна | член Партії регіонів                | тимчасово не працює                         |
| 6                            | Кучерук Володимир Іванович    | 05.11.2010            | середня спеціальна | член Партії регіонів                | завгосп                                     |
| 7                            | Біла Олена Василівна          | 05.11.2010            | середня            | член Партії регіонів                | соціальний працівник                        |
| 11                           | Суслик Галина Олексіївна      | 05.11.2010            | середня спеціальна | член Партії регіонів                | фельдшерсько-акушерський пункт, завідувачка |
| 13                           | Нескороджена Наталія Петрівна | 05.11.2010            | середня            | член Партії регіонів                | Сільський клуб, завідувачка                 |
| Соціалістична партія України |                               |                       |                    |                                     |                                             |
| 4                            | Ковель Юлія Дмитрівна         | 05.11.2010            | вища               | член Соціалістичної партії України  | тимчасово не працює                         |
| Самовисування                |                               |                       |                    |                                     |                                             |
| 14                           | Сергієць Любов Василівна      | 05.11.2010            | середня спеціальна | член Політичної партії «Фронт Змін» | тимчасово не працює                         |